# 李宗正
李宗正，中華民國化學工程學者及政治人物。

## 生平
曾任增額國民大會代表，後代表中國國民黨在全國不分區當選為第二屆立法委員。